# إيفانديموف
إيفانديموف قرية تقع إدارياً ضمن تريافنا في بلغاريا. تعتمد إيفانديموف للبريد على الرمز البريدي 5363.